# A Man-sziget zászlaja
A jellegzetes „Három emberi láb” (triszkelion) – a Man-szigetiek úgy tartják, hogy a triszkelion Skandivániából származik – a sziget emblémája legalább a 13. század óta.
A 14. század végén fegyvert fogtak a sziget lakói, és ezt örökítették meg a Man-szigeti zászló és felségjel fő díszítésein.